# 화산 목록
다음은 유형별, 국가별로 구분한 화산의 목록이다.

## 유형별
- 순상 화산 목록
- 성층 화산 목록
- 빙저 화산 목록
- 해저 화산 목록
- 높이순 화산 목록
- 규모순 화산 폭발 목록
- 활동중인 화산 목록 - 단순 활화산이 아닌 현재 활동중인 화산 목록.
- 행성별 화산 목록 - 지구 외 화성, 이오 등 외계행성의 화산 목록.

## 국가별

### 아시아
- 말레이시아의 화산 목록
- 몽골의 화산 목록
- 미얀마의 화산 목록
- 베트남의 화산 목록
- 사우디아라비아의 화산 목록
- 시리아의 화산 목록
- 아르메니아의 화산 목록
- 아제르바이잔의 화산 목록
- 아프가니스탄의 화산 목록
- 예멘의 화산 목록
- 이란의 화산 목록
- 인도의 화산 목록
- 인도네시아의 화산 목록
- 일본의 화산 목록
- 조지아의 화산 목록
- 중화인민공화국의 화산 목록
- 중화민국의 화산 목록
- 캄보디아의 화산 목록
- 태국의 화산 목록
- 터키의 화산 목록
- 파키스탄의 화산 목록
- 필리핀의 화산 목록
- 한국의 화산 목록

### 유럽
- 그리스의 화산 목록
- 네덜란드의 화산 목록
- 노르웨이의 화산 목록
- 독일의 화산 목록
- 러시아의 화산 목록
- 루마니아의 화산 목록
- 북마케도니아의 화산 목록
- 스페인의 화산 목록
- 아이슬란드의 화산 목록
- 영국의 화산 목록
  - 사우스샌드위치 제도의 화산 목록
  - 어센션섬의 화산 목록
  - 트리스탄다쿠냐 제도의 화산 목록
- 이탈리아의 화산 목록
- 포르투갈의 화산 목록
- 폴란드의 화산 목록
- 프랑스의 화산 목록

### 아프리카
- 나이지리아의 화산
- 남아프리카 공화국의 화산 목록
- 레위니옹의 화산 목록
- 르완다의 화산 목록
- 리비아의 화산 목록
- 마다가스카르의 화산 목록
- 상투메 프린시페의 화산
- 수단의 화산 목록
- 알제리의 화산 목록
- 에리트레아의 화산 목록
- 에티오피아의 화산 목록
- 우간다의 화산 목록
- 적도기니의 화산 목록
- 지부티의 화산 목록
- 차드의 화산 목록
- 카메룬의 화산 목록
- 카보베르데의 화산 목록
- 케냐의 화산 목록
- 코모로의 화산 목록
- 콩고민주공화국의 화산 목록
- 탄자니아의 화산 목록

### 아메리카
- 과들루프의 화산
- 과테말라의 화산 목록
- 그레나다의 화산 목록
- 니카라과의 화산 목록
- 도미니카 공화국의 화산 목록
- 마르티니크의 화산 목록
- 멕시코의 화산 목록
- 몬트세랫의 화산 목록
- 미국의 화산 목록
  - 하와이의 화산 목록
- 볼리비아의 화산 목록
- 브라질의 화산 목록
- 세인트빈센트 그레나딘의 화산 목록
- 세인트루시아의 화산 목록
- 세인트키츠네비스의 화산 목록
- 아르헨티나의 화산 목록
- 에콰도르의 화산 목록
- 엘살바도르의 화산 목록
- 온두라스의 화산 목록
- 칠레의 화산 목록
- 캐나다의 화산 목록
- 코스타리카의 화산 목록
- 콜롬비아의 화산 목록
- 파나마의 화산 목록
- 페루의 화산 목록

### 오세아니아와 남극
- 남극의 화산 목록
- 뉴질랜드의 화산 목록
- 바누아투의 화산 목록
- 사모아의 화산 목록
- 솔로몬 제도의 화산 목록
- 오스트레일리아의 화산 목록
- 왈리스 푸투나의 화산 목록
- 태평양의 화산 목록 (해저화산 포함)
- 통가의 화산 목록
- 파푸아뉴기니의 화산 목록
- 프랑스령 폴리네시아의 화산 목록
- 피지의 화산 목록

## 같이 보기
- 화산